# 董忱
董忱（1461年—？），字世行，直隸松江府上海縣人，民籍，明朝政治人物。

## 生平
成化二十二年（1486年）丙午科應天府鄉試第一百二十六名舉人。弘治九年（1496年）中式丙辰科會試第二百八十八名，二甲第二十二名進士。正德二年（1507年）任廣東韶州府知府，改广东肇庆府知府。

## 家族
曾祖董思忠；祖父董以和；父董綸，監察御史。母謝氏。慈侍下。兄麒、麟（義官）、董恢、董恬（同科進士）。